# František Lopaur
František Lopaur (6. června 1910, Tři Studně – 25. dubna 1994, Praha) byl československý voják v hodnosti plukovníka. Účastnil se 2. světové války, konkrétně ústupových bojů ve Francii, resp. prvního kurzu útočného boje ve Velké Británii. Od roku 1943 téměř až do konce konfliktu velel detašovanému praporu konžských střelců ve Francouzské rovníkové Africe.
Po návratu do vlasti sloužil u praporu UNRRA zajišťující hospodářskou a materiální obnovu Československa, také se podílel na odsunu Němců za hranice republiky. Následně působil na Ministerstvu národní obrany, než z této funkce byl vzhledem k politickým okolnostem odvolán. Po událostech z února roku 1948 se společně se svou manželkou rozhodli k emigraci, čímž byl zbaven československého občanství a ve své vlasti prohlášen za zrádce.
Žil v Austrálii a následně Spojených státech amerických. Domů se mohl vrátit až po Sametové revoluci, jak také učinil v roce 1992, kdy byl rehabilitován. Byla mu navrácena vojenská hodnost a jako pamětník se mohl zúčastnit mnoha pietních akcí. V dubnu roku 1994 pak po krátké nemoci zemřel v pražské Vojenské nemocnici.

## Mládí a služba v československé armádě

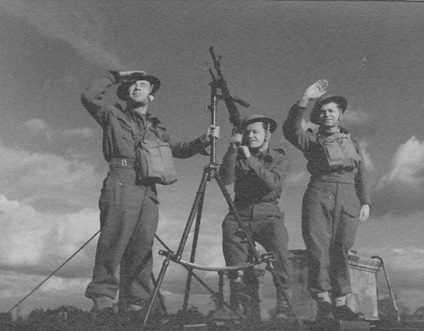
Výcvik Františka Lopaura (vlevo). Společně s ním na fotografii pózují Slavik a Chvalovský. Zdroj: archiv rodiny Lopaurových.

František Lopaur vystudoval reálné gymnázium v Novém Městě na Moravě, potom absolvoval základní vojenskou službu v délce 18 měsíců a ještě si ji prodloužil. V nově utvářeném československém vojsku sloužil u hraničářského praporu v Trebišově na Slovensku. Vykonal důstojnické zkoušky a stal se velitelem pěší, resp. minometné čety v Žilině.
Opětovná dislokace k pohraničnímu vojsku v roce 1938 reagovala na vývoj politické situace. Adolf Hitler si činil nároky na československé pohraničí a demokratické země v čele s Británií a Francií mu v tomto odmítaly zabránit. Po euforii zapříčiněné vyhlášením všeobecné mobilizace však přišlo hořké zklamání s podpisem mnichovské dohody, která Československo definitivně okleštila. Vytvoření Protektorátu Čechy a Morava a následná okupace nacistickým režimem už byla pouze otázkou času.
Mezi oběma událostmi, které oddělovalo zhruba půl roku, se Lopaur účastnil ještě lokálního konfliktu na československo-polských hranicích. Polsko si činilo nároky na část Těšínska, Oravy, Spiše a Čadce, načež do těchto oblastí vyslalo 25. listopadu 1938 vojsko. František Lopaur měl hájit určenou silnici poblíž obce Čierne, avšak nebylo v silách jeho jednotky udržet nepřátelský nápor. Během těžké přestřelky byl raněn voj. Juraj Haščík, kterého Lopaur odtáhl společně s jeho lehkým kulometem do bezpečí a velel svým mužům ústup do údolí. Tento střet nakonec skončil několika mrtvými na obou stranách.

## Útěk z vlasti, ústup francouzským vnitrozemím
Po okupaci se Lopaur rozhodl k emigraci. Přes Jugoslávii se mu podařilo dostat se do Francie, kde se dal okamžitě k dispozici zahraniční československé armádě. Do aktivní služby opět nastoupil v hodnosti poručíka, kdy zastával funkci velitele čety 2. roty pěšího pluku 1. S ním se také účastnil červencového tažení, kdy československé jednotky zabezpečovaly linii na čáře Seina - Paříž - Marna. Francouzské vojsko již bylo značně demoralizováno, hromadné dezerce a agónie jeho příslušníků značně ztěžovaly houževnatý odpor, který kladli postupujícím Němcům českoslovenští muži.
Neodvratnost porážky vyvolala jednání o stažení této části pěchoty z fronty. To zabezpečila československá generalita ve spolupráci s britskou vládou, která měla enormní zájem na její přesun do Velké Británie. Stalo se tak 27. června roku 1940, kdy odplul ze sétského přístavu poslední parník Rod el Farag s Čechoslováky na palubě. Řada z nich byla za svou statečnost oceněna různými vyznamenáními. František Lopaur získal Československý válečný kříž za to, že jako "velitel čety svým klidem umožnil spořádaný ústup roty, jež neobdržela rozkaz k ústupu a vytrvala na místě až do přesažení nepřítele na obou křídlech".

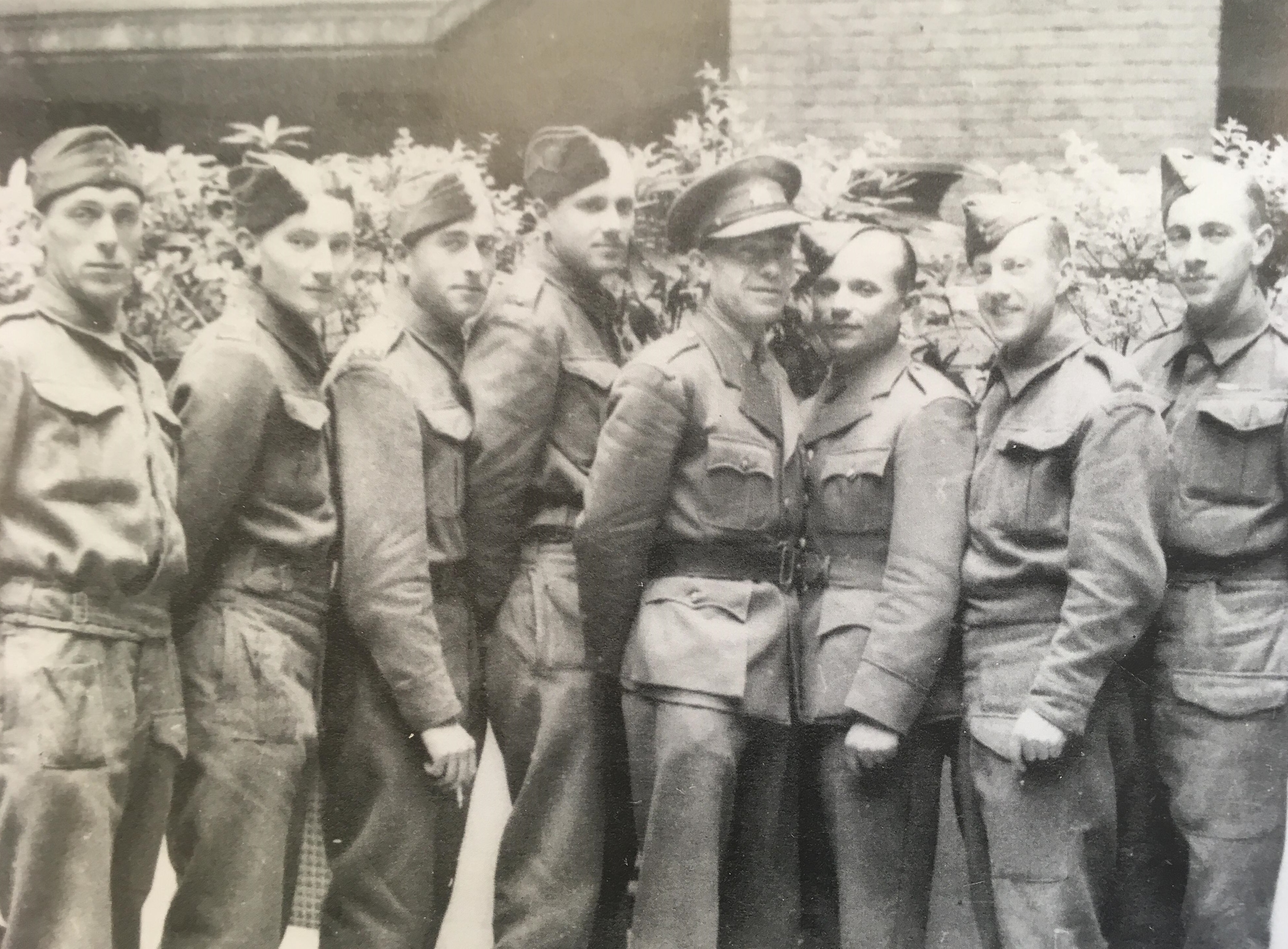
Zleva: Václav Málek, Libor Zapletal, Josef Gemrot, František Pavelka, František Lopaur (s čepicí), Josef Gabčík, Leopold Musil a Vojtěch Lukaštík. Zdroj: archiv rodiny Lopaurových.

## Výcvik parašutistů ve Velké Británii
Většina mužů byla dislokována v anglickém táboře Cholmondeley. Potíž byla v jejich složení, jelikož téměř čtvrtinu tvořili důstojníci. Řada z nich tak byla pověřena náročným výcvikem, po kterém měli vést tzv. neregulérní válka formou seskoku v Protektorátu a páchání diverzních aktivit v něm.
Tento výcvik měl na starosti II. odbor Ministerstva národní obrany v čele s mjr. Františkem Moravcem a Karlem Palečkem. Ti zajišťovali jeho materiální a lidské potřeby. Zcela první kurz se konal v období mezi 17. červencem a 7. srpnem roku 1941 v severním Skotsku, načež velitelem byl ustanoven František Lopaur. Jeho úkolem bylo dohlížet na frekventanty a zpravovat své nadřízených formou pravidelných hlášení a vedením vojenského deníku.
Mezi sedmi členy, které měl Lopaur na starosti, byla jména, která se následně zapsala do historie československé národní identity. Jednalo se o Františka Pavelku, Jozefa Gabčíka, Libora Zapletala, Vojtěcha Lukaštíka, Josefa Gemrota, Leopolda Musila a Václava Málka. Po ukončení tohoto výcviku útočného boje následovala ještě druhá část parakurzu a následný seskok v rámci konkrétní akce. František Lopaur, pravděpodobně z obavy před represí osmi (z celkových devíti) sourozenců, kteří zůstali v Protektorátu, se žádného z těchto výsadků neúčastnil.

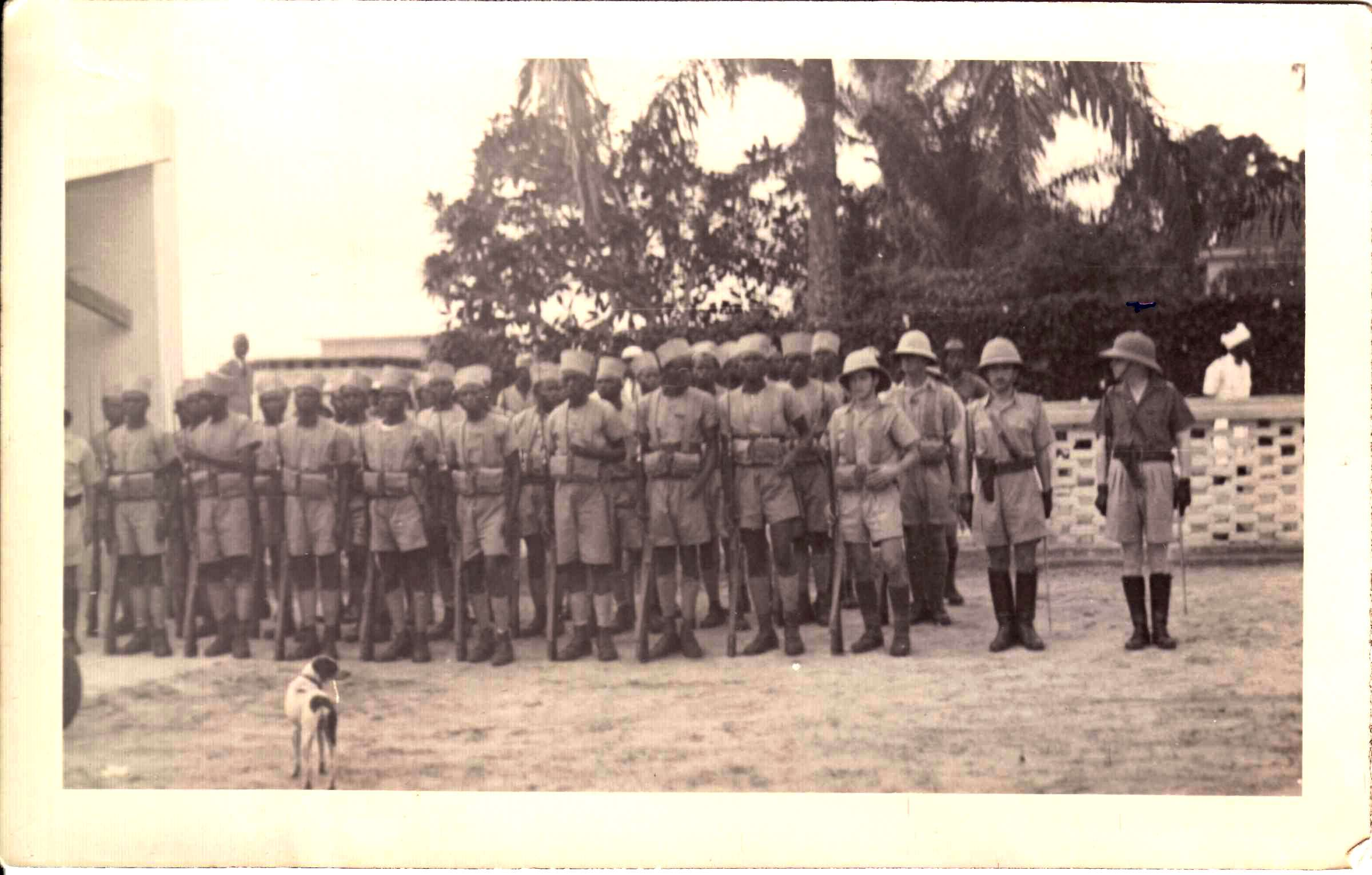
Výcvik domorodých střelců z Konga mezi léty 1943-1945. Zdroj: archiv rodiny Lopaurových.

## Návrat do vlasti
V roce 1943 podal žádost o přestup do armády Bojující Francie, která znamenala krátké intermezzo v jeho životní pouti. V oblasti Francouzské rovníkové Afriky byl velitelem detašovaného praporu konžských střelců, kteří ovšem nebyli nasazeni k žádnému boji. Nicméně při jedné z přehlídek v Brazzaville si Lopaur potřásl rukou s generálem Charles de Gaullem, který tam přijel. Generál vyslovil potěšení nad tím, že i v afrických končinách může hovořit s Čechoslovákem.
Lopaur demobilizoval v roce 1945 a vyčkával návratu do vlasti, již v hodnosti kapitána pěchoty. Úspěšně se s ní shledal v červnu zmíněného roku. Nastoupil službu u dopravního a strážního praporu UNRRA, který zajišťoval renovaci hospodářského života a odvrácení bídy v poválečné zemi. Podílel se také na řádném odsunu německého obyvatelstva v Ústí nad Labem, aby následně nastoupil službu jako referent pro technické posudky zbraní na Ministerstvu národní obrany. V tomto období se také oženil s Olgou Páníkovou a v roce 1947 se jim narodila dcera Yvonne.
Komunisté však začínali čím dál zjevněji přebírat otěže ve státě. Na protest proti infiltraci a ovlivňování těch nejdůležitějších správních orgánů podalo 12 nekomunistických ministrů vlády demisi, kterou prezident Edvard Beneš pod nátlakem přijal. Ještě než mohly komunistické represivní složky začít Františka Lopaura pronásledovat, opustil se svou ženou republiku, byť zde museli malou dcerku zanechat.

## Život v exilu, Sametová revoluce, smrt
1. května roku 1948 utekli do americké okupační zóny v Německu, odkud byli převezeni do Itálie. Odtud zamířili do Austrálie, kam připluli až v lednu následujícího roku. Snažili se usadit v Melbourne či v Sydney, avšak tato země jim k srdci příliš nepřirostla. Když zjistili, že jim americké úřady vydaly víza, rozhodli se opět změnit působiště.
Do Spojených států připluli v listopadu roku 1955 a definitivně se usadili v San Franciscu. Jelikož zde žila řada Čechoslováků, velmi rychle si nalezli dobré přátele. Dokonce se přes Červený kříž podařilo vyjednat, že v roce 1963 mohla za rodiči přijet dcera Yvonne.
František Lopaur však opět začínal pociťovat stesk po vlasti. Pokoušel se získat vízum pro návštěvu svých sourozenců, kteří stejně jako on do Kanceláře prezidenta republiky psali prosebné dopisy. Všechny žádosti byly zamítnuty a to až do roku 1988. V Československu se již začala vláda komunistů hroutit. Potlačování lidských práv a jejich nedodržování iniciovalo vznik různých iniciativ, stejně jako následných stávek a demonstrací v roce 1989. Po Sametové revoluci měli cestu domů otevřenou všichni, kteří museli z politických důvodů ze své vlasti uprchnout.
František Lopaur této možnosti využil v roce 1992. Byl československými úřady rehabilitován, byla mu přiznána hodnost plukovníka a účastnil se mnoha pamětních akcí, při nichž s dalšími válečnými veterány vzpomínal na události druhé světové války. V posledních letech života se mu však nevyhýbaly zdravotní komplikace. Po sérii virových onemocnění dostal zápal plic, na jehož následky 25. dubna 1994 ve Vojenské nemocnici zemřel ve věku nedožitých 84 let. Jeho manželka Olga po jeho smrti ještě žila s armádním generálem Tomášem Sedláčkem a zemřela 28. ledna 2016 na následky mozkové příhody.